# Campoplex tridentator
Campoplex tridentator är en stekelart som beskrevs av Aubert 1972. Campoplex tridentator ingår i släktet Campoplex och familjen brokparasitsteklar. Inga underarter finns listade.